# NGC 4682
NGC 4682 is een balkspiraalstelsel in het sterrenbeeld Maagd. Het hemelobject werd op 25 maart 1786 ontdekt door de Duits-Britse astronoom William Herschel.

## Synoniemen
- MCG -2-33-8
- IRAS 12446-0947
- PGC 43147